# 尾脇雅弥
尾脇 雅弥（おわき まさや、1967年〈昭和42年〉3月17日 - ）は、日本の政治家。鹿児島県垂水市長（4期）。元垂水市議会議員（2期）。

## 来歴
鹿児島県垂水市柊原出身。1989年（平成元年）3月、鹿児島経済大学社会学部（現・鹿児島国際大学）卒業。複数の会社勤務を経て、2000年（平成12年）8月、医療法人寛容会に転職。
2003年（平成15年）、垂水市議会議員選挙に初当選。2007年（平成19年）、再選。2010年（平成22年）11月、市議を辞職。
2011年（平成23年）1月の垂水市長選挙で初当選。1月27日、市長就任。2015年（平成27年）1月、2019年（平成31年）1月、2023年（令和5年）1月の各市長選でも当選し再任。

## 市長選の結果
2011年垂水市長選挙
2011年（平成23年）1月23日執行。元市長の矢野繁ら2候補を破り初当選を果たした。
※当日有権者数：15,054人 最終投票率：77.66%（前回比：-6.12pts）
| 候補者名 | 年齢 | 所属党派 | 新旧別 | 得票数  | 得票率 | 推薦・支持 |
| -------- | ---- | -------- | ------ | ------- | ------ | ---------- |
| 尾脇雅弥 | 43   | 無所属   | 新     | 4,748票 | 41.05% |            |
| 矢野繁   | 72   | 無所属   | 元     | 4,322票 | 37.37% |            |
| 迫田裕司 | 56   | 無所属   | 新     | 2,495票 | 21.57% |            |

2015年垂水市長選挙
2015年（平成27年）1月18日執行。元市職員の村山芳秀との接戦を制し再選。
※当日有権者数：13,970人 最終投票率：72.99%（前回比：-4.67pts）
| 候補者名 | 年齢 | 所属党派 | 新旧別 | 得票数  | 得票率 | 推薦・支持 |
| -------- | ---- | -------- | ------ | ------- | ------ | ---------- |
| 尾脇雅弥 | 47   | 無所属   | 現     | 5,159票 | 51.05% |            |
| 村山芳秀 | 57   | 無所属   | 新     | 4,947票 | 48.95% |            |

2019年垂水市長選挙
2019年（平成31年）1月20日執行。元市議会議長の池之上誠ら2候補を破り3選。
※当日有権者数：12,906人 最終投票率：74.91%（前回比：+1.92pts）
| 候補者名 | 年齢 | 所属党派 | 新旧別 | 得票数  | 得票率 | 推薦・支持 |
| -------- | ---- | -------- | ------ | ------- | ------ | ---------- |
| 尾脇雅弥 | 51   | 無所属   | 現     | 4,413票 | 34.19% |            |
| 池之上誠 | 63   | 無所属   | 新     | 3,275票 | 25.38% |            |
| 村山芳秀 | 61   | 無所属   | 新     | 1,910票 | 14.80% |            |